# NGC 382
NGC 382 je galaksija u zviježđu Ribe.

## Vanjske poveznice
- SEDS: NGC 382